# أنخيل رييس
أنخيل رييس هو ملحن كوبي، ولد في 14 فبراير 1919 في ماتانزاس في كوبا، وتوفي في 17 نوفمبر 1988.

## روابط خارجية
- أنخيل رييس على موقع IMDb (الإنجليزية)
- أنخيل رييس على موقع ميوزك برينز (الإنجليزية)